# Chomelix
Chomelix là một xã thuộc tỉnh Haute-Loire nam trung bộ nước Pháp. Xã Chomelix nằm ở khu vực có độ cao trung bình 900 mét trên mực nước biển.
Dân số theo điều tra năm 1999 của INSEE là 409 người.
Diện tích là 26,47 km2.